# Tratado de Kiajta (1727)

Mapa del Imperio ruso y Tartaria en 1730 realizado Johann Matthias Hase.

El tratado de Kiajta (en ruso: Кяхтинский договор, Kjahtinskij dogovor; en chino, 布連斯奇條約/恰克圖條約; pinyin, Bùliánsīqí / Qiàkètú tiáoyuē, xiao'erjing: بُلِيًاصِٿِ / ٿِاكْتُ تِيَوْيُؤ; en mongol: Хиагтын гэрээ, Khiagtyn geree), junto con el tratado de Nérchinsk (1689), reguló las relaciones entre la Rusia Imperial y el Imperio Qing de China desde su firma hasta mediados del siglo XIX. Fue firmado por Tulišen y el conde Sava Vladislavich en la ciudad fronteriza de Kiajta el 23 de agosto de 1727. 

## Resultados
- Se establecieron relaciones diplomáticas y de comercio que duraron hasta mediados del siglo XIX.
- Se estableció la frontera norte de Mongolia (lo que entonces era parte de la frontera Qing-Rusia).
- Se abrió el comercio de caravanas desde Kiajta (pieles rusas por té chino).
- El acuerdo con Rusia ayudó a China a expandirse hacia el oeste y a anexionar Xinjiang.

Los súbditos Qing son denominados en el Tratado como los de "Dulimbai gurun" en manchú.